# Yeho
Yeho, także Yehonathan Gatro, właściwie Jehonatan (Joni) Getreuer (hebr. ‏יהונתן גטרוייר‎; ur. 25 października 1977 w Tel Awiwie) – izraelski piosenkarz i aktor.

## Życiorys

### Kariera
Zaczął śpiewać profesjonalnie w wieku czternastu lat. Na przełomie 2000 i 2001 ukazała się jego debiutancka płyta studyjna zatytułowana Medabrim al ze. W ramach promocji płyty zagrał m.in. podczas finału konkursu Miss Izrael, a także wystąpił jako support takich wykonawców, jak Westlife, Melanie C czy 5ive. W 2002 przeprowadził się do Los Angeles, gdzie studiował aktorstwo.
W 2006 ukazał się jego debiutancki singiel „Kore lecha”, który był pierwszym gejowskim utworem w jego dorobku, a zarazem piosenką, dzięki której dokonał coming outu przed fanami. Utwór dotarł do szczytu listy przebojów w Izraelu. W 2007 premierę miał singiel „On a Hot Summer Night”, który stał się przebojem w lokalnych klubach tanecznych. Teledysk do piosenki został uznany „jednym z dziesięciu najlepszych gejowskich klipów w historii” według magazynu „DNA”.
W 2008 Gatro zagrał rolę geja Nadava w serialu The Ran Quadruplets. W maju 2009 ukazała się jego pierwsza anglojęzyczna płyta studyjna, zatytułowana My Turn. Płyta promowana była przez singiel „Just Another Summer”. W tym samym miesiącu piosenkarz trafił na okładkę amerykańskiego magazynu „Instinct”. Rok później wydany został album z remiksami piosenek z krążka My Turn. W tym samym roku Gatro wyruszył w trasę koncertową Remember When Tour po Stanach Zjednoczonych i Kanadzie razem ze swoim producentem Liranem „Lyrikiem” Szoszanem.
W 2012 premierę miały dwa single zapowiadający nowy album piosenkarza: „Turn on Your Lights” i „Make It Without You”. 26 lutego 2013 ukazała się jego kolejna anglojęzyczna płyta studyjna, zatytułowana Yeho, której producentem został Lyrik. Na krążku znalazł się m.in. utwór „My Yeho”, na którym gościnnie zaśpiewał rosyjski piosenkarz Daniell Gerczegow.

### Życie prywatne
Jest zadeklarowanym gejem. W swoich teledyskach często pojawiają się erotyczne wątki homoseksualne.

## Dyskografia

### Albumy studyjne
- My Turn (2009)
- Yeho (2013)
- Exordium (2017)

### Albumy z remiksami
- My Turn – Remixes (2010)